# Первомайське (Єгор'євський район)
Первома́йське (рос. Первомайское) — село у складі Єгор'євського району Алтайського краю, Росія. Адміністративний центр Первомайської сільської ради.

## Населення
Населення — 841 особа (2010; 977 у 2002).
Національний склад (станом на 2002 рік):
- росіяни — 95 %